# Вальдшнепи (фільм)
«Вальдшнепи» — український художній фільм 1995 року, поставлений режисером Олександром Муратовим за мотивами однойменного роману Миколи Хвильового.

## Синопсис
У стрічці йдеться про долі українців, які потрапили в сталеві жорна радянської тоталітарної машини.
1930 рік. Початок масового терору. Видатний діяч ВКП(б), опозиціонер Дмитро Карамазов, з дружиною і товаришем приїздять на відпочинок у невеличке провінційне містечко на березі Дніпра. Мальовнича природа, чепурні будиночки у садках – ніщо не віщує біди, хоча вона вже поруч... 
Дві красуні Клавдія Михайлівна та Аглая, співробітниці ГПУ, також приїхали сюди, але не відпочивати. Вони мають здійснити заздалегідь розроблений план знищення Карамазова.

## У ролях
- Олександр Кузьменко — Дмитро Карамазов, поет, комуніст
- Любов Куб'юк — Ганна Карамазова, дружина Дмитра
- Ірина Дорошенко — Клавдія Михайлівна
- Наталя Наум — господиня Карамазових
- Юлія Волчкова — Аглая[2]
- Олег Треповський — Володимир Адольфович Карно «Вовчик», професор-лінгвіст, безпартійний, друг Дмитра Карамазова
- Едуард Митницький — Євгеній Валентинович
- Олександр Пархоменко — Василь, матрос
- Сергій Дашевський — Карасик
- Анна Примак — Марійка, онука господині
- Галина Довгозвяга — епізодична роль
- Володимир Волков — епізодична роль
- Юрій Самсонов — епізодична роль
- Олександр Дубович — епізодична роль

## Творча група
- Автор сценарію:  Вікторія Муратова
- Режисер-постановник: Олександр Муратов
- Оператор-постановник: Володимир Басс
- Художник-постановник: Олександр Шеремет
- Звукооператор: Тетяна Чепуренко
- Художники по костюмах: В. Данішевська, Сталіна Рудько
- Художник по гриму: Г. Лукашенко
- Художник-декоратор: С. Філахтова
- Художник-фотограф: В. Гаврічков
- Асистенти режисера: А. Святненко, Т. Лукашенко, Т. Шляпіна, Ю. Верезубова
- Оператор: О. Глущук
- Асистент оператора: С. Раєвський
- Комбіновані зйомки: Володимир Басс, Олександр Шеремет
- Музика з творів Йоганна Себастьяна Баха, Томазо Альбіноні, Людвига ван Бетховена
- Режисер монтажу: Євгенія Русецька
- Редактор: Валентина Ридванова
- Директор картин: Петро Терещенко